# Steve Jobs (film din 2015)
Steve Jobs este un film american biografic din 2015 regizat și co-produs de Danny Boyle. Rolurile principale au fost interpretate de actorii Seth Rogen, Michael Fassbender, Kate Winslet și Jeff Daniels. Scenariul este scris de  Aaron Sorkin pe baza unei cărți omonime de Walter Isaacson. Are două nominalizări la Premiile Oscar.

## Prezentare
Drama Steve Jobs este plasată în culisele producției și lansărilor de acum legendare pentru trei produse Apple, culminând cu lansarea istorică a computerului iMac, din perspectiva personală a celui care s-a aflat în epicentrul acestei adevărate revoluțîi digitale.
Michael Fassbender este Steve Jobs, Kate Winslet este Joanna Hoffman, fosta șefă de marketing de la Macintosh, Seth Rogen este Steve Wozniak, cofondator Apple, iar Jeff Daniels este John Sculley, fost CEO la Apple. Alături de aceștia îi regăsim pe Katherine Waterston în rolul lui Chrisann Brennan, fosta iubită a lui Steve Jobs, și pe Michael Stuhlbarg în rolul lui Andy Herzfeld, unul din membrii inițiali ai echipei de dezvoltare Apple Macintosh.

## Distribuție
- Michael Fassbender - Steve Jobs, cofondator al Apple Inc.[5]
- Kate Winslet - Joanna Hoffman, director de marketing Apple și NeXT și confidenta lui Steve Jobs în film.[5]
- Seth Rogen - Steve Wozniak, cofondator al Apple și creator al Apple II.[5]
- Jeff Daniels - John Sculley, CEO al Apple în 1983 - 1993.[5]
- Katherine Waterston - Chrisann Brennan, fosta iubită a lui Jobs și mama Lisei.[5]
- Michael Stuhlbarg - Andy Hertzfeld, un membru al echipei originale Mac.[5]
- Makenzie Moss, Ripley Sobo și Perla Haney-Jardine - Lisa Brennan-Jobs (la vârste diferite), fiica lui Steve Jobs și a Chrisannei Brennan.[5]
- Sarah Snook - Andrea "Andy" Cunningham, manager al lansărilor Macintosh și iMac.[5]
- Adam Shapiro - Avie Tevanian, inginer software pentru NeXT și mai târziu la Apple.[5]
- John Ortiz - Joel Pforzheimer, un jurnalist de la GQ care-l intervievează pe Jobs pe tot parcursul filmului.[5]
- Stan Roth - George Coates, director lansare Computer NeXT.